# Серенада великого кохання (фільм, 1959)
«Серенада великого кохання» (англ. For the First Time) — американо-німецько-італійський музичний фільм 1959 року американського режисера Рудольфа Мате, останній фільм з участю славного тенора Маріо Ланца.

## Сюжет
Відомий оперний тенор Тоніо Коста (Маріо Ланца) є любимцем меломанів, однак дещо невідповідальний щодо своїх професійних зобов'язань. Коли публіка чекає на початок його концерту у Віденській опері, він під дощем на даху таксі співає для тих, кому не вдалося купити квиток, і концерт не відбувся. Його імпресаріо Таборі в розпачі, оскільки Тоніо нехтує своїми контрактними зобов'язаннями і зі своєю приятелькою, графинею Глорією Де Вандуц (Жа Жа Габор), їде на острів Капрі. Однак його спосіб життя змінюється, коли на Капрі він випадково зустрічає глуху дівчину Крісту і закохується в неї.

## Ролі виконують
- Маріо Ланца — Тоніо Коста
- Йоганна фон Кочіан — Кріста
- Курт Казнар — імпресаріо Таборі
- Жа Жа Габор — графиня Глорія Де Ваднуц

## Музика
У фільмі звучать арії з популярних опер та італійські народні пісні у виконанні Маріо Ланца.
- "La donna è mobile" і квартет "Un di, se ben rammentomi …" з опери «Ріголетто» Джузеппе Верді
- "Вперше" (Come prima, For the First Time) — італійська пісня
- "О, Капрі" — тарантела і "Збирач ананасів" (Pineapple Picker) — ямайка-рок Джорджа Е. Стола
- "О, моє сонце" (O Sole Mio) — неаполітанський пісня
- "Тріо сміху" з опери «Так чинять усі» (Così fan tutte) Вольфганга Амадея Моцарта
- "Смійся паяце" (Vesti la giubba) з опери «Паяци» Руджеро Леонкавалло
- "Я люблю тебе" (Ich liebe dich) Едварда Гріга
- "Сцена смерті" з опери «Отелло» Джузеппе Верді
- "Діво Маріє" (Аве Maria) — пісня Франца Шуберта,
- "Я не знаю кінця" (J n`en connais pas la fin) — пісня Маргеріт Моно
- "Переможний марш" з опери «Аїда» Джузеппе Верді
- "Хто тільки один раз в Мюнхені був" (Wer einmal nur in München war) — пісня Бета/Гауфа

## Навколо фільму
- Зйомки фільму відбувалися у 1958 році на острові Капрі, у Зальцбурзі, Берліні і в Римському оперному театрі.